# Коломієць Олександр Павлович
Олекса́ндр Па́влович Коломі́єць (1885, с. Дубовичі Кролевецький район Сумська область — 10 січня 1938, Чернігів) — член Української Центральної Ради.

## Життєпис
Народився 1885 року в селі Дубовичі Кролевецький район Сумська область.
1917 р. обраний до Глухівської міської думи. Член Глухівського повітового земельного комітету, Глухівської повітової народної управи. Член Української партії соціалістів-революціонерів. Кандидат у Всеросійські установчі збори від соціалістів-революціонерів.
1918 р. — служив у кінній розвідці при 2-му стрілецькому полку «Сірожупанників».
Емігрував до Польщі, але в 1922 році повернувся до рідного села. Згодом, у 1928 р. він їде до Києва, де налагоджує зв'язки з професором Чехівським та митрополитом УАПЦ Василем Липківським. За їх підтримкою він організовує в селі громаду УАПЦ. Був освячений на сан священика.
Заарештований 16 жовтня 1930 р. Особливою нарадою при колегії ДПУ УСРР 23 лютого 1931 р. за статтями 54-6, 54-10 Кримінального кодексу УСРР висланий у Північний край (Росія) на 3 роки. Після відбуття першого терміну покарання проживав у м. Путивль Сумської області, працював рахівником районної ветлікарні. Вдруге арештований 28 вересня 1937 р. Наркомом внутрішніх справ СРСР і Прокурором СРСР («двійкою») 26 грудня 1937 р. за статтею 54-10 Кримінального кодексу УСРР застосована вища міра покарання. Розстріляний 10 січня 1938 р. у м. Чернігів. Реабілітований 09 січня 1990 р.